# Forsstroemia borgenii
Forsstroemia borgenii là một loài Rêu trong họ Leucodontaceae. Loài này được (Renauld & Cardot) Paris mô tả khoa học đầu tiên năm 1904.